# Титовский сельсовет (Курская область)
Тито́вский сельсове́т — сельское поселение в Щигровском районе Курской области. 
Административный центр — деревня Басово.

## География
Большинство населённых пунктов Титовского сельсовета расположены по берегам реки Рать и её притоков, в том числе Озёрны.

## История
В июне 1954 года во исполнение Указа Президиума Верховного Совета РСФСР «Об укрупнении сельских Советов» в состав Титовского сельсовета вошли населённые пункты упразднённого Интернационального сельсовета.
Мелехинский сельсовет получил статус сельского поселения в соответствии с законом Курской области №48-ЗКО «О муниципальных образованиях Курской области» от 14 октября 2004 года. 

## Население
| 2002 | 2010 | 2012 | 2013 | 2014 | 2015 | 2016 |
| ---- | ---- | ---- | ---- | ---- | ---- | ---- |
| 889  | ↘595 | ↘558 | ↘540 | ↘507 | ↘479 | ↘453 |
| 2017 | 2018 | 2019 | 2020 | 2021 |      |      |
| ↘448 | ↘438 | ↘426 | ↘420 | ↘406 |      |      |

## Состав сельского поселения
| №  | Населённый пункт | Тип населённого пункта          | Население |
| -- | ---------------- | ------------------------------- | --------- |
| 1  | 1-е Есенки       | деревня                         | ↘72       |
| 2  | Басово           | деревня, административный центр | ↘210      |
| 3  | Басовские Хутора | деревня                         | ↘42       |
| 4  | Грязный Колодезь | деревня                         | ↗4        |
| 5  | Дунайка          | деревня                         | ↘4        |
| 6  | Новосергиевка    | деревня                         | ↘33       |
| 7  | Плота            | посёлок                         | ↘16       |
| 8  | Роговинка        | деревня                         | ↘64       |
| 9  | Сеновое          | посёлок                         | ↘19       |
| 10 | Старая Слободка  | деревня                         | ↘39       |
| 11 | Тестово          | село                            | ↘27       |
| 12 | Титово           | деревня                         | ↘65       |

## Транспорт
Титовский сельсовет связан с Защитенским и Мелехинским сельсоветами автомобильной дорогой с твёрдым покрытием. Осуществляется пригородное автобусное сообщение с городом Щигры.
Деревня Плота и посёлок Сеновое расположены у автомобильной трассы Курск — Щигры и железнодорожной линии Курск — Касторная. Рядом с данными населёнными пунктами расположен железнодорожный остановочный пункт 29 км.